# Dobroslavice
Dobroslavice – wieś w Czechach, w kraju morawsko-śląskim, w okresie Opawa. Według danych z dnia 1 stycznia 2010 liczyła 721 mieszkańców.
Leży na przedpolu Niskiego Jesionika na północny zachód od granicy miasta Ostrawa (na południu) i na południe od rzeki Opawy).
Pierwsze pisemne wzmianki o wsi Dobroslawicz znaleźć można w dokumencie z 1377, kiedy to podzielono księstwo raciborsko-opawskie pomiędzy synów Mikołaja II. Nazwa patronimiczna od imienia Dobroslav (Dobrosław).